# 小辛
小辛（？—？），子姓，名頌，商朝第21任君主，前任國王盤庚之弟。小辛在位時商朝再度衰落，人民開始懷念盤庚時代。小辛定都於殷。《今本竹書紀年》稱小辛在位3年。死後由其弟小乙繼位。